# Hans Peder Steensby
Hans Peder Steensby (født 25. marts 1875 i Steensby, Skamby Sogn på Fyn, død 20. oktober 1920 om bord på skibet Frederik VIII.) var en dansk etnograf og geograf.
Steensby, som tog navn efter sin fødeegn, var søn af en fynsk husmand, Jens Hansen, blev student fra Odense Katedralskole 1894, cand.mag. 1900, hvorefter han tog arbejdede som lærer på københavnske skoler. Efter et ophold i Berlin disputerede han for doktorgraden 1905, foretog 1908 en studierejse til Algier og Tunis for at studere vandingskultur og nomadisme, besøgte 1909 eskimoerne ved Kap York i Nordgrønland og blev 1911 professor i geografi ved Københavns Universitet, gjorde 1913 en rejse til Ægypten og ægyptisk Sudan. I de senere år arbejdede Steensby i særlig grad med studiet af nordboernes Vinlandsrejser og fremsatte en ny hypotese om Vinlands beliggenhed. For at foretage undersøgelser om dette emne rejste han 1920 til Canada, og på hjemrejsen herfra døde han pludselig. Blandt de skrifter, som Steensby har udgivet, må fremhæves: Om Eskimokulturens Oprindelse (disputats, 1905), "Foreløbige Betragtninger over Danmarks Raceanthropologi" (Meddelelser om Danmarks Anthropologi I, 1907), "Nogle ethnografiske Iagttagelser fra en Rejse i Algier og Tunis 1908" (Geografisk Tidsskrift, XIX og XX), "Contributions to the Ethnology and Anthropo-Geography of the Polar Eskimos" (Meddelelser om Grønland, XXXIV 1910), Indledning til det geografiske Studium ved Københavns Universitet (1920), The Norsemen's Route from Greenland to Wineland (1918) samt artikler i Salmonsens Konversationsleksikon. Efter hans død blev udgivet hans efterladte manuskript: Om de danske Øers geografiske Udvikling (1925).
Han forblev ugift og er begravet på Skamby Kirkegård. Et rejsestipendium for geografiske studerende, oprettet for hans efterladte midler, bærer hans navn

## Forfatterskab

### På internettet
- H. P. Steensby: "Racestudier i Danmark" (Geografisk Tidsskrift, Bind 19; 1907)
- H. P. Steensby: "Nogle etnografiske Iagttagelser fra en Rejse i Algier og Tunis 1908, 1. og 2. del" (Geografisk Tidsskrift, Bind 19; 1907)
- H. P. Steensby: "Nogle etnografiske Iagttagelser fra en Rejse i Algier og Tunis 1908, 3. del" (Geografisk Tidsskrift, Bind 20; 1909)
- H. P. Steensby: "Nogle etnografiske Iagttagelser fra en Rejse i Algier og Tunis 1908, 4. del" (Geografisk Tidsskrift, Bind 20; 1909)
- H. P. Steensby: "Nogle etnografiske Iagttagelser fra en Rejse i Algier og Tunis 1908, 5. del" (Geografisk Tidsskrift, Bind 20; 1909)
- H. P. Steensby: "An Anthropological study of the origin of the Eskimo culture" (Meddelelser om Grønland, bind LIII; København 1917; s. 39-228)
- H. P. Steensby: "Norsemen´s Route to Wineland" (Meddelelser om Grønland, bind LVI, København 1918; s. 149-202)

## Nekrolog
- Gudmund Hatt: "Professor, Dr. phil. H. P. Steensby. død d 20. Oktober 1920" (Geografisk Tidsskrift, Bind 25; 1919)